# Siler
Siler es un género de arañas araneomorfas de la familia Salticidae. Se encuentra en  Asia. 

## Lista de especies
Según The World Spider Catalog 12.5::
- Siler bielawskii Zabka, 1985
- Siler collingwoodi (O. Pickard-Cambridge, 1871)
- Siler cupreus Simon, 1889
- Siler flavocinctus (Simon, 1901)
- Siler hanoicus Prószyński, 1985
- Siler lewaense Prószynski & Deeleman-Reinhold, 2010
- Siler pulcher Simon, 1901
- Siler semiglaucus (Simon, 1901)
- Siler severus (Simon, 1901)